# Ohio Players
Ohio Players (рус. Игроки Огайо) — американская фанк группа 70-х годов.

## История
Группа Ohio Players была сформирована в Дейтоне, штат Огайо, США, в 1959 году под названием Ohio Untouchables. Изначально в состав группы входили Роберт Уорд (вокал/гитара), Маршалл Джонс (бас), Кларенс Сэтчелл (саксофон/гитара), Корнелиус Джонсон (ударные) и Ральф Миддлбрукс (труба/тромбон). В то время они были известны как группа поддержки для The Falcons.
Однако Уорд оказался ненадежным лидером и иногда покидал сцену во время концертов, вынуждая группу прекратить выступления. В 1964 году Уорд и Джонс подрались, в результате чего группа распалась. Уорд нашел новых участников и основные члены группы вернулись в Дейтон. Они заменили Уорда на Лероя Боннера (гитара), который стал фронтменом группы, и добавили Грега Вебстера (ударные). Группа изменила свой музыкальный стиль на R&B с небольшими особенностями, чтобы соответствовать предпочтениям Боннера и избежать конфликта с Уордом. К 1965 году группа переименовалась в Ohio Players, отражая свое самовосприятие как музыкантов и покорителей женских сердец.
К группе присоединились два новых вокалиста, Бобби Ли Фирс и Дэтч Робинсон, и они стали домашней группой нью-йоркского лейбла Compass Records. В 1967 году к группе присоединилась вокалистка Хелена Фергюсон Килпатрик.
Группа снова распалась в 1970 году, но образовалась вновь с изменённым составом. Были добавлены клавишник Билли Бек и барабанщик Джимми Уильямс. В более поздних выпусках альбомов к ним присоединились второй гитарист/вокалист Кларенс Уиллис и Роберт Джонс. Они также привлекли внимание Джорджа Клинтона, который восхищался их музыкой.
Группа достигла популярности в 1970-х годах, выпустив несколько успешных хитов в R&B и поп-чартах, таких как «Funky Worm», «Fire», «Love Rollercoaster» и «Who’d She Coo?». Успех группы позволил им подписать контракт с Mercury Records в 1974 году.
После 1976 года группа не получила большого коммерческого успеха, но продолжала выпускать альбомы и выступать. В 1979 году часть участников группы сформировала новую группу под названием Shadow. В 1980-е годы Ohio Players записали несколько альбомов и имели небольшие хиты, включая «Sweat». В 2013 году они были включены в Зал славы ритм-н-блюза в Кливлендском государственном университете.

## Дискография

### Альбомы
- Observations in Time (1969)
- Pain (1972)
- Pleasure (1972)
- Ectasy (1973)
- Skin Tight (1974)
- Fire (1974)
- Honey (1975)
- Contradiction (1976)
- Angel (1977)
- Mr. Mean (1977)
- Jass-Ay-Lay-Dee (1978)
- Everybody Up (1979)
- Tenderness (1981)
- Ouch! (1981)
- Graduation (1984)
- Back (1988) The Black Keys (2024)